# جيريمي بوون
جيريمي بوون (بالإنجليزية: Jeremy Boone)‏ هو لاعب كرة قدم أمريكية أمريكي، ولد في 15 سبتمبر 1986.